# Ондекан, Жан-Пьер
Жан-Пьер Ондекан (англ. Jean Pierre Ondekane)  (р.1962)— военачальник в ДР Конго.
Этнический тутси. Родился в Экваториальной провинции ДР Конго. В эпоху Мобуту командовал 10-й  бригадой (15 тысяч солдат). Поддержал восстание против Мобуту в 1997.  Предводитель восстания тутси (1998—2002) и ветеран Африканской мировой войны, главнокомандующий силами РКД, генерал-майор и конголезский министр обороны (2002—2005).